# هيو بوكانان
هيو بوكانان (بالإنجليزية: Hugh Buchanan)‏ هو قاضي ومحامي وسياسي أمريكي، ولد في 15 سبتمبر 1823 في المملكة المتحدة، وتوفي في 11 يونيو 1890 في نيونان في الولايات المتحدة. حزبياً، نشط في الحزب الديمقراطي. وقد انتخب عضو مجلس النواب الأمريكي.